# Egon Matzner
Egon Matzner (* 2. März 1938 in Klagenfurt; † 15. September 2003 in Wien) war ein österreichischer Volkswirtschaftler und Finanzwissenschaftler.

## Leben
Nach dem Studium der Volkswirtschaft in Wien, Linz und in Stockholm  (bei Gunnar Myrdal) war er von  1969 bis 1972 Direktor des Kommunalwissenschaftlichen Dokumentationszentrums und von 1972 bis 1998 Professor für Finanzwissenschaft an der TU Wien. 1983 bis 1989 wirkte er als Direktor am Wissenschaftszentrum Berlin für Sozialforschung und von 1992 bis 1995 als Dekan der Fakultät für Raumplanung und Architektur. Von 1992 bis 1998 war Matzner Leiter der Forschungsstelle für Sozioökonomie der Österreichischen Akademie der Wissenschaften, seit 1998 Fellow am Max-Weber-Kolleg der Universität Erfurt. Er war Visiting Fellow am Center for European Studies Szombathely/Steinamanger (Ungarn) und Gastprofessor am Institute for European Studies der University of British Columbia in Vancouver (Kanada). Matzner war tätig als Wirtschafts- und Finanzberater des österreichischen Bundeskanzlers Bruno Kreisky, Berater der UNCTAD, Genf sowie der OECD, Paris.
Matzner war ein linksgerichteter, keynesianisch orientierter Ökonom und stand der neoliberalen Wirtschaftspolitik kritisch gegenüber. Er beschäftigte sich in seinen letzten Lebensjahren besonders mit Fragen der Globalisierung. Für ihn bildeten die theoretische Analyse, die interdisziplinäre Ausrichtung, die Lehre sowie politische Aktivität einen eng verknüpften Zusammenhang.
Seine Ehefrau war die Diplomatin, Schriftstellerin und Malerin Gabriele Matzner-Holzer. Egon Matzner wurde am Wiener Zentralfriedhof bestattet.

## Schriften (Auswahl)
- Der Wohlfahrtsstaat von morgen, 1982
- Beyond Keynesianism: The Socioeconomics of Productions and Full Employment, mit W. Streeck, 1991;
- Der Markt Schock. Eine Agenda für den wirtschaftlichen und gesellschaftlichen Wiederaufbau in Zentral- und Osteuropa mit J. A. Kregel, G. Grabher, 1992;
- Die Krise des Wohlfahrtsstaates in: Homo oeconomicus, Jg. 1997.
- Die vergeudete Republik – Wie sie wiederbegründet werden könnte (2001)
- Zur Sozioökonomie der Globalisierung und der noch ausstehenden Antwort der EU (2001)
- Argumente für eine Neuregulierung der globalen Finanzen (2001)
- Monopolar World Order – On the Socioeconomics of US Dominance (2000)
- Monopolare Weltordnung – Zur Sozioökonomie der US Dominanz (2000)